# Ligue antimaçonnique
La Ligue antimaçonnique (en néerlandais Antivrijmetselaars Bond) est une association antimaçonnique belge fondée en 1910. Elle fut historiquement la deuxième ligue à porter ce nom en Belgique et fut la plus connue des deux. La troisième ligue du même genre portera le nom de Ligue antimaçonnique belge, active dans la collaboration en Belgique.

## Historique
Les futurs membres de l'association participèrent à un congrès catholique à Malines, du 23 au 26 septembre 1909, où fut décidée la fondation de l'association et où fut recruté son premier noyau. L'association publiait le Bulletin antimaçonnique en français et en flamand, qui parut pour la première fois en mars 1911.
La ligue dénonçait les collusions judéo-maçonniques supposées.
Son modèle était l'Association antimaçonnique de France.

## Membres
- Le comte Maximiliaan van Renesse-Breidbach
- Le juriste Valentin Brifaut
- Pierre de Liedekerke de Pailhe, comte (vice-président)
- Fernand Orban de Xivry (vice-président)
- Jean de Jonghe d'Ardoye, vicomte (trésorier)
- Henri de la Barre d'Erquelinnes, comte (secrétaire)
- Paul de Lhoneux
- Alfred Le Grelle
- Paul Gendebien
- Joseph Nève.